# (29986) Shunsuke
(29986) Shunsuke est un astéroïde de la ceinture principale.

## Description
(29986) Shunsuke est un astéroïde de la ceinture principale. Il fut découvert le 3 décembre 1999 à Kuma Kogen par Akimasa Nakamura. Il présente une orbite caractérisée par un demi-grand axe de 2,34 UA, une excentricité de 0,11 et une inclinaison de 6,1° par rapport à l'écliptique.

## Compléments